# Esquirol de galtes vermelles
L'esquirol de galtes vermelles (Dremomys rufigenis) és una espècie de rosegador de la família dels esciúrids. Viu a l'Índia, Laos, Malàisia, Myanmar, Tailàndia, el Vietnam i la Xina. Es tracta d'un animal diürn i arborícola. El seu hàbitat natural són els boscos perennifolis i de frondoses subtropicals montans. És una espècie en risc mínim, és a dir, no sembla que hi hagi cap amenaça significativa per a la seva supervivència. El seu nom específic, rufigenis, significa ‘de galtes vermelles' en llatí.